# Генеральний інститут католицької акції
Генеральний Інститут Католицької Акції (ГІКА) — організація по поширенню католицизму у Східній Галичині, що діяла у 1931—1939.

## Історія
У 1931 Греко–Католицька Церква впроваджує на терені Східної Галичини Католицьку Акцію (КА), таким чином консолідуючись зі світовим рухом у Католицькій Церкві. Єпископат для продуктивної праці Католицької Акції створює керівний орган, що дістає назву Генеральний Інститут Католицької Акції (ГІКА) Греко-Католицької Галицької Церковної Провінції з центром у Львові.

## Устрій
Керівним органом ГІКА була Генеральна Рада Католицької Акції та президент інституту. До Головної Ради входили: президент, Генеральний Асистент, по одному делегату з усіх Єпархіальних Інститутів КА та представники католицьких організацій, що ввійшли в структури Акції. Генеральним Асистентом нової одиниці на початку був єпископ Іван Бучко, а з часом його змінює єпископ Микита Будка. Президентом Генерального Інституту Католицької Акції був д-р Маркіян Дзерович (1931—1939).

## Діяльність
ГІКА активно почав працювати лише з 1933. Найбільшим виявом його діяльності у тому ж році було проголошення та проведення 6-7 травня свята «Українська Молодь Христові». Офіційним органом Генерального Інституту Католицької Акції був журнал "Католицька Акція, " який виходив з 1934 по 1939. ГІКА припинив своє існування з приходом до Східної Галичини Червоної армії у 1939.